# 皆神龍太郎
皆神 龍太郎 （みなかみ りゅうたろう、1958年1月6日 - ）は、日本の作家、疑似科学ウォッチャー。と学会運営委員。ASIOS会員。懐疑的組織JAPAN（Japan Anti-Pseudoscience Activities Network）の代表。
本業は会社員（朝日新聞社勤務）。元と学会会員の植木不等式とは同僚。

## 来歴・人物
東京都出身。東京工業大学大学院物理学専攻修了。超常現象と疑似科学について強い関心を抱いており、1989年頃から本格的に研究をしているが、その実在は証拠が確認できないため信じないと表明。「超常現象否定派」ではなく「懐疑派」の立場である。その立場から、太田出版のSkeptic libraryを監修したり、と学会名義の共著書を出すなどの活動をしている。
また、唐沢俊一の盗作問題に関して、皆神が唐沢を擁護・正当化する明確な発言を行った事実はないが、唐沢を批判しないことが擁護・正当化にあたるとして藤岡真から厳しい批判を受けている。

## 著書

### 単著
- 『宇宙人とUFOとんでもない話』日本実業出版社〈Escargot books〉、1996年9月。ISBN 4-534-02522-X。
  - 『UFO学入門　伝説と真相』楽工社、2008年3月。ISBN 978-4-903063-18-8。 - 『宇宙人とUFOとんでもない話』の加筆改定版。
- 『ダ・ヴィンチ・コード最終解読』文芸社、2006年5月。ISBN 4-286-00615-8。

### 共著・編著・共編著
- 志水一夫、加門正一『新・トンデモ超常現象56の真相』太田出版〈Skeptic library 6〉、2001年8月。ISBN 4-87233-598-8。
  - 志水一夫、加門正一『新・トンデモ超常現象60の真相』楽工社、2007年1月。ISBN 978-4-903063-07-2。 - 『新・トンデモ超常現象56の真相』の増補改訂版。
- 山本弘、植木不等式・江藤巌・志水一夫『と学会レポート　人類の月面着陸はあったんだ論』楽工社、2005年11月。ISBN 4-903063-01-1。
- 永瀬唯、植木不等式・志水一夫・本郷ゆき緒『と学会レポート　ギボギボ90分！』楽工社、2006年11月。ISBN 4-903063-06-2。
- 山本弘、植木不等式・江藤巌・志水一夫『トンデモ本の世界U』楽工社、2007年9月。ISBN 978-4-903063-14-0。
  - 「9・11陰謀論の謎を暴く！――検証『911ボーイングを捜せ』」
  - 「加藤和也『解決フェルマーの最終定理』――ゼータ関数子ちゃんは葉山に隠れ住んでいた」
- と学会『トンデモ本の世界V』楽工社、2007年9月。ISBN 978-4-903063-15-7。
  - 「X線の目を持つ少女・ナターシャを検証する」
- と学会『トンデモ本の世界Q』楽工社、2009年8月。ISBN 4-903063-34-8。
  - 「有賀裕二『悪魔が日本を嘲笑っている』――酒鬼薔薇事件も地下鉄サリンも宮崎事件も、全部まとめて謀略だ！」
  - 「矢追純一『宇宙人は本当に実在する』――帰ってきた矢追UFO特番！　UFOビデオ、衝撃告白の裏事情」
  - 「並木伸一郎『UFO大撃墜』――当たり屋UFO来襲！　ID4ほど単純じゃない星間戦争の内幕」
  - 「南山宏『地球史を覆す「真・創世記」』――進化論からビッグ・バンまでまとめて否定する、地味だけど奥深い本」
  - 「コートニー・ブラウン『コズミック・ヴォエージ』――彗星の向こうのUFOに乗ろう！　「科学的RV」が見た驚愕の宇宙」
- と学会『トンデモ本の世界W』楽工社、2009年10月。ISBN 978-4-903063-36-2。
  - 「有澤玲『世界を支配する秘密結社　イルミナティの知られざる真実！』――一見怪しげなトンデモ擬態本」
  - 「加藤延之『実録泥棒大家族』――泥棒村のトンデモない実態」
- ロバート・Ｔ・キャロル『懐疑論者の事典』 上、小内亨・菊池聡・菊池誠・高橋昌一郎・皆神龍太郎編集委員、小久保温・高橋信夫・長沢裕・福岡洋一訳、楽工社、2008年10月。ISBN 978-4-903063-12-6。
- ロバート・Ｔ・キャロル『懐疑論者の事典』 下、小内亨・菊池聡・菊池誠・高橋昌一郎・皆神龍太郎編集委員、小久保温・高橋信夫・長沢裕・福岡洋一訳、楽工社、2008年10月。ISBN 978-4-903063-13-3。

### 訳書
- カーティス・ピーブルズ『人類はなぜUFOと遭遇するのか』ダイヤモンド社、1999年5月。ISBN 4-478-85015-1。
- カーティス・ピーブルズ『人類はなぜUFOと遭遇するのか』文藝春秋〈文春文庫〉、2002年7月。ISBN 4-16-765125-4。

### 監修
- ジェイムズ・ランディ『ノストラダムスの大誤解――イカサマまみれの伝説43の真相』望月美英子訳、太田出版〈Skeptic library 1〉、1999年5月。ISBN 4-87233-459-0。
- ウィリアム・スタイビングJr.『スタイビング教授の超古代文明謎解き講座』福岡洋一訳、太田出版〈Skeptic library 2〉、1999年10月。ISBN 4-87233-482-5。
- ジョー・ニッケル『ニッケル博士の心霊現象謎解き講座』望月美英子訳、太田出版〈Skeptic library 3〉、2000年3月。ISBN 4-87233-509-0。
- ポール・エドワーズ『輪廻体験　神話の検証』福岡洋一訳、太田出版〈Skeptic library 4〉、2000年9月。ISBN 4-87233-541-4。
- M・ラマー・キーン『サイキック・マフィア』村上和久訳、太田出版〈Skeptic library 5〉、2001年3月。ISBN 4-87233-567-8。
- ピーター・ジェイムズ、ニック・ソープ『古代文明の謎はどこまで解けたか』 1巻、福岡洋一訳、太田出版〈Skeptic library 7〉、2002年7月。ISBN 4-87233-668-2。
- ピーター・ジェイムズ、ニック・ソープ『古代文明の謎はどこまで解けたか』 2巻、福岡洋一訳、太田出版〈Skeptic library 8〉、2004年1月。ISBN 4-87233-811-1。
- ピーター・ジェイムズ、ニック・ソープ『古代文明の謎はどこまで解けたか』 3巻、福岡洋一訳、太田出版〈Skeptic library 9〉、2004年12月。ISBN 4-87233-888-X。
- ジョエル・アカンバーク『人はなぜ異星人を追い求めるのか　地球外生命体探索の50年』村上和久訳、太田出版、2003年9月。ISBN 4-87233-767-0。